# Richard Barabandy
Ricardo Baranbandi dit Richard Barabandy, né le 28 septembre 1849 à Cesano Maderno (royaume de Lombardie-Vénétie) et mort le 19 avril 1915 à Paris, est un peintre, calligraphe, miniaturiste, dessinateur, illustrateur et lithographe italien qui fit en partie carrière à Paris.

## Biographie
Fils de Jacques Barabandi et de Catherine Zuradelli, Richard Barabandy naît le 28 septembre 1849 à Cesano Maderno près de Milan. Il entre à l'académie des beaux-arts de Brera en 1864, il y étudie jusqu'à l'âge de vingt ans, sous la direction de Barthomeo Juliano. Il exerce lui-même ensuite le professorat à Milan pendant six années consécutives.
En 1879, il quitte l'Italie pour venir se fixer à Paris. Peu de temps après son arrivée, il collabore au Triboulet, au Soleil du dimanche et à L'Illustration. Entre-temps, il s'applique à la peinture et surtout à la miniature et à la calligraphie.
En 1892, il compose, à l'occasion du quatrième centenaire de Christophe Colomb, un album sur vélin comprenant environ trente miniatures d'une grande valeur artistique, qui est offert à Marie-Christine, la reine régente d'Espagne par le comité des Français décorés d'ordres espagnols.
Il participe à l'Exposition internationale de blanc et noir de 1892 avec Paris dans la rue, Macabreries, etc.
L'année suivante, il est chargé de composer un nouvel album artistique destiné cette fois au pape Léon XIII, à l'occasion de son jubilé épiscopal. Cet album, comprenant vingt planches, peut être classé parmi les plus beaux travaux d'enluminure de notre temps. En récompense de ce travail, l'artiste est nommé chevalier de l'ordre « Pro Ecclesia et pontifica ».
En 1895, il exécute un autre album de miniatures sur parchemin comprenant vingt planches, qui est offert par la colonie italienne de Paris au jeune Emmanuel-Philibert, duc d'Aoste.
Outre ces œuvres d'enluminure, il se livre à des travaux d'ornementation pour livres d'heures, qui sont commandés par la maison Culmer. Il se met aussi à la lithographie et sait apporter, un des premiers, à l'illustration des partitions de musique un remarquable cachet de nouveauté artistique. Parmi les ouvrages illustrés par cet artiste nous devons citer particulièrement la Poésie humaine de Jean Sévère.
Entre-temps, il collabore à la revue artistique L'Œuvre internationale fondée par Sévère. Il compose une série d'ornements modernes destinés spécialement à la fonderie Caslon.
Il meurt le 19 avril 1915 à son domicile de la rue Boursault, Paris 17e ; son épouse, Marguerite Ida Forderer, lui survit.

## Illustrations

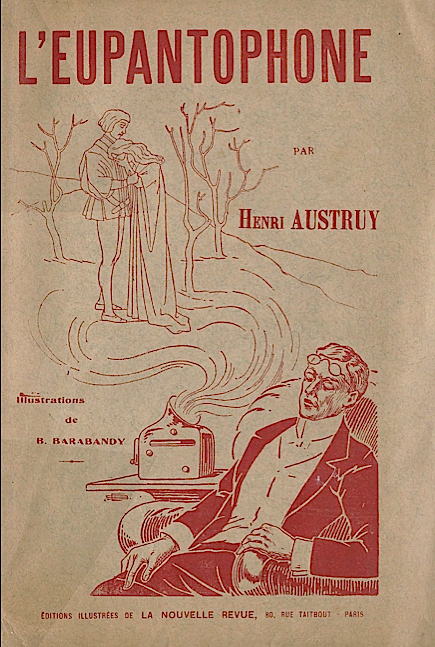
Couverture pour L'Eupantophone (1909) de Henri Austruy.

Baranbandy a illustré de nombreuses partitions de musique, des périodiques et des ouvrages.